# Valencia CF
Valencia CF er en spansk fodboldklub fra Valencia, som spiller i La Liga. Klubbens hjemmebane er Mestalla som har en kapacitet på 55.000 tilskuere. Klubben er i færd med at bygge et nyt stadion med plads til 75.000 tilskuere som kommer til at hedde Nou Mestalla. Dog er indvielsen grundet økonomiske problemer udskudt på ubestemt tid. Klubbens træner er Rubén Baraja.
Klubben har vundet La Liga 6 gange: (1941/42, 1943/44, 1946/47, 1970/71, 2001/02, 2003/04) og den spanske pokalturnering 8 gange: (1941, 1949, 1954, 1967, 1979, 1999, 2008, 2019). Derudover vandt Valencia C.F. UEFA-Cuppen i 2003/04 og har været i finalen i Champions League i 1999-00 og 2000-01. I "All-time La Liga Tabellen" ligger Valencia C.F. nummer 3, efter Real Madrid og Barcelona og foran Athletic Bilbao der ligesom Real Madrid og Barcelona, altid har spillet i den bedste spanske række. Hvis man kigger på internationale titler er FC Barcelona og Real Madrid de to eneste spanske hold der vundet flere titler end Valencia.
Klubbens logo er en flagermus som var med fra starten i 1919 da klubben blev dannet. Den eneste ændring er at ved dannelsen var flagermusen placeret over en bold. Logoet er siden blevet modificeret så flagermusen nu er placeret over våbenskjoldet i Valencia, samt teksten "Valencia C.F." frem for tidligere, "Valencia Club de Fútbol".

## Historie

### Stiftelsen
Den 18. marts 1919 på "Torino Bar" i Valencia, blev idéen om at skabe en fodboldklub til.[kilde mangler] Klubbens stiftende navn blev "Valencia Football Club". Klubbens første præsident, blev Octavio Augusto Milego Díaz.[kilde mangler]
Octavio Augusto Milego Díaz blev valgt tilfældigt da manden til posten som præsident blev fundet via “plat eller krone” metoden.[kilde mangler] Modkandidaten var Gonzalo Medina Pernás, som måtte tage til takke med rollen som sportslig ansvarlig. Milego og Medina arbejdede sammen i en lille virksomhed på Plaza de Barcelona i Valencia, som de også gjorde til klubbens hovedkontor.[kilde mangler]
Det var dog svært og gøre opmærksom på byens nye klub, da aviserne ikke fokuserede meget på sport på denne tid.[kilde mangler] Valencia Football Club var dog ikke den første klub i Valencia. Klubber som Levante og Gimnástico var allerede etableret.

### Den første tid
Valencia Football Clubs første kamp blev spillet i Castellón den 21. Maj 1919 mod Gimnástico som vandt kampen 1-0.[kilde mangler] Valencia FCs historiske første startopstilling var med følgende spillere: Marco, Peris, Julio Gascó, Marzal, Llobet, Ferré, Fernández, Umbert, Martínez Ibarra, Aliaga og Gómez Juaneda.[kilde mangler]
Klubbens første stadion Algirós åbnede den 7. december 1919. Algirós var klubbens hjemmebane frem til 20. maj 1923 hvor de flyttede til det netop opførte Estadio Mestalla.[kilde mangler] Den første kamp her endte 0-0 i en kamp mod Castellón Castalia. De to hold spillede igen mod hinanden dagen efter og her vandt Valencia FC med 1-0.[kilde mangler] Herefter tog det fart, og i 1923, samme år som man havde taget Mestalla i brug, blev klubben også regionsmestre og kunne nu deltage i Copa del Rey for første gang i klubbens historie.
Klubben begyndte at levere fornemme resultater hvilket medførte at Valencia FC blev opfattet som hele byens klub.[kilde mangler] Fire år efter klubbens opståen var klubben allerede den værste modstander for resten af holdene i Spanien[kilde mangler] og fansene blev flere og flere.[kilde mangler] Klubbens fans savnede en rigtig rival at konkurrere med og det mundede ud i at klubben skiftede navn fra det oprindelige "Valencia Football Club" til "Valencia Club de Fútbol". Klubbens rival blev den 10 år ældre Valencia klub, Levante.[kilde mangler]
Klubbens oprindelige præsident Octavio Augusto Milego trådte tilbage og overlod klubben til Ramón Leonarte. Det var ham der som præsident købte jorden hvor Mestalla i januar 1923 blev opført.[kilde mangler] Grunden kostede 316.439 pesetas, som på den tid var en enorm stor sum.[kilde mangler] Derfor havde Leonarte da også taget lån i flere banker.[kilde mangler] Estadio Mestalla blev opført med plads til 17.000 tilskuere,[kilde mangler] og blev i 1927 udvidet så der var plads til 25.000 tilskuere.[kilde mangler]
I 1929 rykkede klubben op i den næstbedste division i Spanien. Klubben havde aldrig spillet på så højt plan før.[kilde mangler] Derfor var klubbens første kamp da også en historisk begivenhed. Kampen blev spillet hjemme på Mestalla den 17. februar 1929 hvor modstanderen var Oviedo og Valencia vandt kampen 4-2.[kilde mangler] I de følgende to år var klubben en del af toppen af Segunda Divisíon, og i 1931 vandt klubben række og sikrede sig dermed en historisk oprykning til den bedste række i Spanien. De følgende år brugte klubben på at etablerer sig i den bedste række og satsede så i stedet på at opnå succes i Copa del Rey.[kilde mangler]

### Konsolideringen
Klubben leverede flotte resultater i pokalturneringen, og i 1934 kom Valencia helt til finalen i Copa del Rey, som man dog tabte. 3 år senere nåede klubben igen til finalen men måtte også her sande at det sidste held manglede. 1930'erne blev derfor nogle af mest betydningsfulde for klubben i sin hidtil korte historie, men 1940’erne skulle vise sig at blive nogle endnu bedre år for klubben.
Efter at have nået finalen i Copa del Rey to gange gennem 1930’erne kunne Valencia for første gang i 1941 selv stå som vinder. Klubbens første rigtig store titel var en realitet. Men hvis man troede at pokalfangsten stoppede her, tog man fejl. I de følgende 10 år vandt klubben 3 mesterskaber, det historiske første blev vundet i 1942.
Derudover vandt man Copa del Rey to gang, Supercopa de España en gang i en kamp som spilles mellem mester og pokalvinder. Derudover blev det foruden de 3 mesterskaber også til 2 andenpladser i ligaen i træk mellem 1947-1949. Dermed etablerede Valencia sig igennem 1940'erne som et spansk storklub og tophold qua resultaterne på banen kombineret med den stærke spillertrup klubben besad.
1950’erne bragte ikke hvad 1940’erne gjorde, men klubben vandt trods alt Copa del Rey endnu engang i 1954. Igen skulle der gå over 10 år uden et trofæ før klubben igen kunne lade sig hylde. Igen var der tale om sejr i Copa del Rey i 1967.
1970’erne startede på bedste manér da klubben for første gang i 25 år vandt ligaen i 1971. Året efter sluttede man på andenpladsen og fik dermed sølvmedaljer. 1970, 1971 og 1972 havde alle tilfældes at Valencia havde nået finalen i pokalturneringen, Copa del Rey. Desværre blev alle tre finaler i træk tabt. Herefter blev det da heller ikke til mange flere titler i de efterfølgende år, lige på nær at man i 1979 endelig igen selv kunne stå med pokalen i Copa del Rey.
To år forinden i 1977 havde den argentinske stjerneangriber Mario Kempes skrevet kontrakt med Valencia. Kempes blev yderst vellidt blandt fansene i kraft af sine utroligt mange mål i klubben. Han endte med at optræde i klubbens farver i to perioder. Kempes' første tid i klubben varede fra 1977-1981. Herefter skiftede han til Hércules hvor han spillede i to år, hvorefter han skiftede tilbage til Valencia. Her spillede han to sæsoner, og nåede dermed op på 6 sæsoner alt hos Valencia med 144 mål til følge. Han står nu derfor skrevet ind i historiebøgerne som kun én ud af fem Valencia spillere, der har scoret over 100 mål for Valencia.

### Det store fald
I 1980’erne var der ikke meget og juble over og klubben vandt faktisk ikke et eneste trofæ i hele det årti. Dog er det værd og bemærke med danske øjne at klubbens første og hidtil eneste dansker kom til Valencia i 1981. Frank Arnesen var manden der var udset til at lukke det kæmpe hul Mario Kempes havde efterladt efter sin afsked med klubben.
Frank Arnesen imponerede i sin første sæson i klubben og blev på kort tid en publikumsyndling i klubben. Desværre blev hans andet og sidste år i klubben delvist ødelagt af skader. Arnesens afsked efterlod en klub i frit fald. Siden da er Daniel Wass den eneste dansker, som har optrådt i klubben (2018 - ).
De to efterfølgende sæsoner klarede klubben skærene, men i sæsonen 1985/86 gik den ikke længere. Klubben rykkede klubben ned i Segunda Divisíon. Det var et hårdt slag for en klub af Valencias størrelse og kaliber, og efter 55 sæsoner i træk i den bedste spanske fodboldrække måtte klubben en tur ned i Segunda Divisíon.
Klubbens imponerende trofæsamling indeholdt på daværende tidspunkt: 4 mesterskaber, 5 Copa del Reys, 2 European Fairs Cups, 1 Cup Winners' Cup, 1 Supercopa de España og en historie fuld af store fodboldspillere af international klasse.
Nedrykningen var den sørgeligste dag i klubbens historie. Det var dog ikke lang tid Valencia befandt sig i Segunda Divisíon.
Første sæson i Segunda Divisíon var nemlig ensbetydende med en sikker oprykning og på trods af klubbens tid i den næstbedste række blev antallet af medlemmer og sæsonkort forøget mens klubben befandt sig i den næstebedste række. Klubbens fans havde dermed demonstreret deres kærlighed til klubben.

### Genopbygningen
Valencia brugte nu et par sæsoner på at genfinde fordums styrke men allerede i 1989 sluttede klubben på tredjepladsen og året efter på andenpladsen. Specielt sæsonen 1989/90 spillede Valencia smukt fodbold.
Sæsonen 1991/92 var på mange måder et godt år. Klubben sluttede på fjerdepladsen i ligaen og nåede kvartfinalen i Copa del Rey.
Men klubben havde også fået styr på økonomien hvilket betød at klubben blandt andet kunne åbne Ciudad Deportiva de Paterna som var et splinternyt træningsanlæg med flotte faciliteter.
Klubbens nye træner, hollænderen Guus Hiddink, havde fået styr på holdet og i sommeren 1992 hvor de Olympiske Lege blev afholdt i Barcelona, spillede Spanien's olympiske fodboldlandshold deres kampe på Valencia's hjemmebane, Estadio Mestalla.
Fra midten af 1990'erne og frem til årtusindeskiftet havde klubben moderat succes. Klubben begyndte at satse på spillere fra egne rækker hvilket viste sig at være en god idé. En spiller som Mendieta som havde været hele turen igennem ungdomsholdene gik hen og blev en stor lederskikkelse og drivkraft på holdet.
Glorværdig periode
Den 26. Juni 1999 vandt klubben for sjette gang Copa del Rey. Kampen blev spillet på det Olympiske Stadion i Sevilla og blev vundet med overbevisende 3-0 over Atletico Madrid.
Det vindende Valencia hold havde spillere som: Cañizares, Angloma, Djukic, Carboni, Mendieta, Milla, Ilie, Claudio López, Juanfran og Angulo. Dette var en stamme af spillere der holdt ved i mange år. I sommeren 1999 blev Hector Cúper udnævnt til ny cheftræner. Han var en forholdsvis ukendt argentiner der dog havde haft en pæn portion succes som træner på Mallorca.
I sin første sæson som cheftræner vandt Cúper og Valencia således Supercopa de España og sluttede som på tredjepladsen i ligaen. Skiftet fra det 20. Århundred til det 21. var virkelig sket på bedste vis. I det hele taget var tiden omkring årtusindeskiftet en god tid for Valencia. Klubben gik fra succes til succes, men manglede i nogle situationer det sidste held.
Kulminationen på hele 1999/2000 sæsonen var Champions League finalen som klubben for første gang havde spillet sig i. Modstanderen var ligarivalen, Real Madrid. Datoen var d. 24. maj 2000 i Paris.
Valencia havde henrykket med flot angrebsspil kombineret med masser af mål scoret på kontraangreb. Specielt hjemmekampene i kvart- og semifinalen mod henholdsvis S.S. Lazio og FC Barcelona, blev slået med henholdsvis 5-2 og 4-1, og var imponerende kampe og nogle af mest mindeværdige i Champions Leagues historie.
Der var dog aldrig tvivl om resultatet i finalen og Real Madrid kunne løfte ”pokalen med de store øre” efter en 3-0 sejr.
Spillerne kunne tage på en fortjent sommerferie i 2000, selvom at det var åbenlyst at mange af dem gerne havde set kronen på værket med en sejr i Champions League.
Holdet havde bestået af profiler som: Cañizares, Angloma, Carboni, Kily González, Mendieta, Gerard og Claudio López.
I løbet af sommeren 2000 forlod spillere som: Claudio López, Farinós og Gerard.
Ind købte man: Norske John Carew i Rosenborg, Spanske Rubén Baraja i Atletico Madrid, Argentinske Roberto Ayala i AC Milan og Brasilianske Fabio Aurelio i São Paulo.
Valencia startede sæsonen 2000/01 med lyn og torden og efter ti ligakampe lå man nummer 1.
Efter julepausen måtte man dog sande at der var blevet brugt for mange kræfter, da man også havde Copa del Rey og Champions League ved siden af. På fornemmeste vis slog man Arsenal og Leeds over 2 kampe i henholdsvis kvart-og semifinalen i Champions League og man stod nu for andet år i træk i Champions League finalen.
Finalen blev spillet på San Siro i Milano d. 23. Maj 2001, altså 364 dage efter at man sidst stod i finalen i Paris. Modstanderen var denne gang mægtige Bayern München. Kampen var en tæt affære og ordinær og forlænget spilletid endte 1-1 takket være de to holds kaptajners mål på straffespark i den ordinære spilletid.
Finalen skulle derfor afgøres på straffespark, og her endte Bayern München med at trække det længste strå. Dermed måtte Valencia for andet år i træk nøjes med sølvmedaljerne. Sæsonen sluttede for Valencia med en femteplads og dermed stod den ikke længere på Champions League til næste sæson. Dette resulterede i at flere spillere af "den gamle garde" forlod klubben eller helt valgte at stille støvlerne på hylden.
Klubbens argentinske træner, Hector Cúper tog til italienske Inter, og ny mand i sædet blev den forholdsvis ukendte spanier Rafael Benitez der blev hentet ind til bænken fra Tenerife.
Truppen ændrede sig også markant i sommeren 2001, da Benitez hentede spillere ind som blandt andre: Marchena, Mista, Curro Torres, Rufete og Salva.
Væk var spillere som: Mendieta, Deschamps, Milla, Zahovic.
Benitez skulle vise sig og være et godt valg da han i sin første sæson i trænersædet, sikrede klubben sit femte mesterskab. Det var 31 år siden klubben sidst havde vundet mesterskabet. Benitez’ anden sæson i klubben var mindre succesfuld. Klubben endte på en femteplads og der var dermed ikke Champions League deltagelse for Valencias vedkommende i 2003/04 sæsonen.

### 2003-04 sæsonen
At 2003-04 sæsonen ikke bød på Champions League deltagelse for Valencias side viste sig dog at være en fordel, da Benitez for anden gang på tre år, gjorde Valencia til spanske fodboldmestre. Det var dog ikke det eneste trofæ Valencia vandt den sæson, for 2003-04 sæsonen skulle vise sig at blive en af klubbens hidtil bedste sæsoner. For udover mesterskabet kunne anfører Albelda og resten af holdet også løfte UEFA Cup pokalen efter at havet besejret Olympique Marseille på Nya Ullevi i Göteborg, Sverige.
Senere på måneden skulle man derfor op imod FC Porto i årets Super Cup som spilles mellem vinderen af Champions League og ligeledes vinderen af UEFA Cuppen. Valencia besejrede FC Porto i årets Super Cup som blev spillet i Monaco. Kampen blev vundet med samme cifre som UEFA Cup finalen mod Olympique Marseille blev vundet med, nemlig med 2-0. Valencia og Benitez havde dermed vundet 3 titler i sæsonen 2003-2004.
Selvom at klubben gjorde alt for at holde på eftertragtede Benitez, drog han alligevel til England og Liverpool samme sommer. Herefter fulgte nogle magre år med 3 forskellige trænere.

### Katastrofal sæson
Valencia vandt sin 7. Copa del Rey titel ved slutningen af en ellers katastrofal 2007/08 sæson. I finalen vandt man 3-1 over Michael Laudrup og John ”Faxe” Jensens Getafe på Vicente Calderon i Madrid. Blot fem dage efter finalesejren tabte Valencia 1-5 hjemme på Mestalla til Athletic Bilbao og de hvide lommetørklæder blev for alvor luftet på Mestalla. Dagen efter blev hollandske Ronald Koeman fyret.
Koeman blev aldrig nogen succes i Valencia og hans tid i klubben blev betragtet som et dårligt bekendtskab. I starten af hans trænergerning i klubben lagde han ud med at fryse rutinerede spillere som Angulo, Albelda og Cañizares ude af truppen. Det betød at han lagde sig selv under pres fra start af og herfra var det som om at det kun kunne gå én vej. På trods af at Koeman rent faktisk står noteret for at have vundet et trofæ til klubben, er hans tid i klubben en tid som mange fans af Valencia helst vil glemme hurtigst muligt.

### Starten på noget stort?
Valencia skulle derfor henover sommeren 2008 igen til at finde en ny træner. Den tidligere Valencia-spiller, “Voro”, havde vikarieret for resten af sæsonen efter Koemans fyring, og det havde han gjort med succes. ”Voro” reddede således klubben fra en skrækkelig position nede omkring nedrykningsstregen til en sikker midterplacering.
Aftalen var dog at han kun vikarierede som cheftræner, og på trods af de fine resultater måtte han altså stille sig i baggrunden og afvente hvem den nye træner blev. Henover sommeren var der masser af spekulationer og blandt andre Michael Laudrup var heftigt debatteret i de spanske og danske medier. Det endte dog med at den forholdsvis ukendte Almeria-træner Unai Emery blev ansat som cheftræner og han satte straks ”Voro” under sine vinger i en rolle omkring holdet.
Igennem hele sommeren var der rygter der sendte klubbens vel nok mest profilerede stjerner, David Villa og David Silva til alverdens topklubber. Men inden sæsonstart valgte de begge at forlænge deres kontrakter med udløb, Sommeren 2014.
Sæsonen 2008/09 startede som tidligere set, med lyn og torden. Fra tredje til 8. spillerunde lå Valencia nummer ét i La Liga. Men herefter gik luften lidt af ballonen. Resten af efteråret og starten på det nye år (2009) var i og for sig med fin succes. Man gik videre fra gruppespillet i UEFA Cuppen, hvor FCK blandt andet gæstede Mestalla i en kamp der for Valencias vedkommende noget skuffende endte 1-1.
I pokalturneringen (Copa del Rey), var man nået til kvartfinalen før Sevilla blev endestationen på et mål scoret dybt inde i tillægstiden. Men så begyndte klubben at bevæge sig ind i en skrækkelig periode. Da det kom frem at klubbens økonomi var mildest talt elendig, blev byggeriet af det nye stadion, Nou Mestalla, sat i bero med effekt fra d. 26. februar 2009.
Herefter fulgte en skrækkelig tid, hvor klubbens spillere i næsten to måneder ikke modtog løn. Den turbulens der hærgede på de indre linjer i klubben, gik også ind og påvirkede holdets præstationer på banen.
Helt uhørt var det at en klub af Valencia's kaliber fra marts til maj ikke udbetalte løn til sine spillere. Holdet spillede pludselig uden fantasi og de "lette" kampe mod oprykkerklubberne blev tabt på stribe. Da klubben i slutningen af April så optog et lån på 50 millioner euro hos en lokalinvestor, begyndte resultaterne dog igen at blive bedre.
Sæsonen sluttede med en 6. plads, men med mulighed for Champions League deltagelse næste sæson som en mulighed indtil få runder før sæsonafslutningen. Nederlag til de direkte konkurrenter, Atletico Madrid og Villarreal, betød dog at der i stedet næste sæson venter deltagelse i UEFA's nye turnering, Europa League. Henover sommeren venter der en hed tid for klubbens ledere (Vicente Soriano, Juan Soler, Fernando Gomez).
Det er offentlig kendt at klubben har en elendig økonomi, og alverdens topklubber er ude efter klubbens stjerner, heriblandt David Villa og David Silva. De har dog begge utalige gange erklæret deres kærlighed til klubben, og bedyret at de agter at fuldføre deres kontrakter med klubben, som løber til sommeren 2014.
Klubbens nuværende stadion, Mestalla, menes at være nøglen til at komme ud af det økonomiske uvejr klubben befinder sig i. Det vurderes at et salg af Mestalla vil indbringe godt og vel 2 milliarder danske kroner, som vil kunne lempe gevaldigt på den skræntende økonomi klubben besidder. Det vurderes at klubben skylder godt og vel 4 milliarder kroner væk, herfra hovedsageligt på grund af byggeriet af det nye stadion, Nou Mestalla.
I starten af juni 2009 forlod Vicente Soriano posten som præsident, med den grund at han ikke kunne få sig selv til at sælge klubbens største spillere som David Villa og David Silva.
Få dage efter blev der afholdt generalforsamling i klubben hvor det blandt andet blev vedtaget at udvide klubbens kapital med 92 millioner euro. Herefter blev Manuel Llorente indsat som ny præsident, og henover sommeren kunne en helt ny ledelse så præsenteres.
Sommeren 2010, blev sommeren hvor Valencia måtte tage afsked med klubbens to helt store profiler. David Villa og David Silva blev således solgt til henholdsvis FC Barcelona og Manchester City. Salget af de to spillere indbragte Valencia over en halv milliard danske kroner.

## Danske spillere
- Danilo Arrieta
- Frank Arnesen
- Daniel Wass

## Ekstern kilde/henvisning
- Wikimedia Commons har flere filer relateret til Valencia CF
- Officiel hjemmeside for Valencia CF Arkiveret 12. april 2009 hos  Wayback Machine